# 勝見嘉美
勝見 嘉美（かつみ よしみ、1923年9月29日 - 2005年6月15日）は、日本の裁判官。山形県生まれ。

## 概要
東京帝国大学法学部卒業。1949年に司法修習生となる。1951年に甲府地裁・家裁で裁判官実務を経験した後で、1955年に最高裁行政局付。1960年に福岡地裁・家裁へ転出を経て、1963年に最高裁行政局課長となる。最高裁経理局総務課長などを経て、1971年に法務省に出向し、法務省参事官や司法制調査部長等を務める。その後、東京地裁判事を経て、最高裁人事局長、最高裁事務次長、千葉地裁所長、最高裁事務総長、名古屋高裁長官を歴任。1987年5月に依願退官。
1987年7月から1992年6月まで公害等調整委員会委員長を務めた。公害等調整委員会委員長時代は新幹線公害について初めて公害等調整委員会の調停を行った。
1996年、勲一等瑞宝章受章。